# Chalodeta azora
Chalodeta azora är en fjärilsart som beskrevs av Jean Baptiste Godart 1824. Chalodeta azora ingår i släktet Chalodeta och familjen Riodinidae. Inga underarter finns listade i Catalogue of Life.